# Heir of Power
Heir of Power è il primo album della band power metal italiana Highlord, distribuito nel 1999 dalla North Wind Records.

## Tracce
1. Ouverture in B Min. – 1:12
2. Through the Wind – 6:33
3. Will of a King – 6:10
4. Stone Shaped Minds – 6:13
5. The Eclipse – 4:48
6. Burning Desire – 7:15
7. Bloodwar in Heaven – 6:12
8. Land of Eternal Ice – 3:55
9. Sand in the Wind – 6:38

## Formazione
- Vasce' - voce
- Stefano Droetto - chitarra
- Alessandro Muscio - tastiere
- Diego De Vita - basso
- Luca Pellegrino - batteria